# Sains-lès-Marquion

Sains-lès-Marquion este o comună în departamentul Pas-de-Calais, Franța. În 1 ianuarie 2022 avea o populație de 318 de locuitori.